# Quadres de Juan Luna y Novicio a la Biblioteca Museu Víctor Balaguer
Una bona representació d'obra de Juan Luna Novicio a Catalunya es troba a la Biblioteca Museu Víctor Balaguer de Vilanova i la Geltrú, on ell va cedir personalment al fundador diversos olis en agraïment als seus ajuts al principi de la carrera. Van entrar en contacte durant la celebració de l'Exposició Nacional de les Illes Filipines al parc del Retiro de Madrid l'any 1887, promoguda per Víctor Balaguer i Cirera com a Ministre d'Ultramar. En aquesta gran exposició es van donar a conèixer l'obra d'artistes filipins de gran qualitat a la metròpoli, com és el cas de Juan Luna Novicio o el seu compatriota Hidalgo Resurección Padilla.
A les Actes del Patronat de juny i agost de 1893(en castellá)..."No podem dir el mateix del pintor Luna, artista que probablement no haurà pogut disposar d'una tarda per arribar fins a la nostra vila, ja que ahir, segons els diaris, es va embarcar per Manila. És llàstima que no hagi pogut veure l'efecte que fan aquí els seus quadres i el seu nom escrit a la làpida de la porta principal,..."

## Nu, 1885

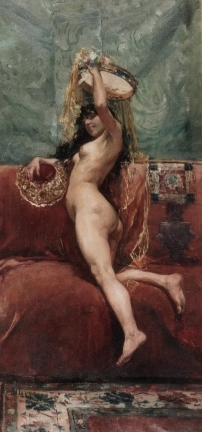
NU, oli sobre tela. 88,5 × 42 cm. 1885

Inventari general: 901. Inscripcions: signatura: "LUNA", Signatura i data són a l'angle inferior esquerre. La marca de la tela és al revers d'aquesta. data: "85", marca de fàbrica: Marca de tela: Paul Foinet.
Procedència: donació de l'autor de l'obra. Data d'ingrés: 00/00/1894 Carta sig. 1473 les obres de Luna ja són al Museu.
Bibliografia:

GUARDIOLA, Joan.: "Filipiniana". Casa Asia, 2006, pàg. 91
Observacions: Retrat de cos sencer d'una noia nua, de perfil esquerre, parcialment agenollada sobre un gran sofà del qual no veime els límits. Té una mena de tambor a la mà dreta, mentre que amb la mà esquerra subjecta una gran pandereta per damunt del seu cap. A terra hi ha una catifa de sanefes. Mira el públic somrient i de costat. Té el cabell llarg.
Arxius vinculats:

P:\MuseumPlus\Multimedia\FOTOS BALAGUER\Documents i fotos vàries\correspondència\Cartes Oliva\1473\Oliva1473a.jpg 

P:\MuseumPlus\Multimedia\FOTOS BALAGUER\Documents i fotos vàries\correspondència\Cartes Oliva\1473\Oliva1473b.jpg 

P:\MuseumPlus\Multimedia\FOTOS BALAGUER\1-1000\901.JPG

## La Mestissa, 1887
Inventari general

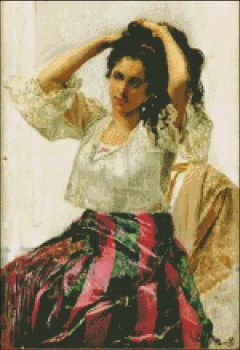
La mestissa,oli sobre tela, 111,8 × 75,2 cm, 1887

- 3828. Inscripcions, signatura: LUNA, La signatura es troba a l'angle inferior esquerre, data: París 87

Procedència
- Donació de l'autor de l'obra. Data d'ingrés: 08/12/1887
- Butlletí de la BMB, 26 de desembre de 1887, pàg. 2-3 Acta de Junta de 7 de desembre de 1888 figura la donació.

Exposicions
- Exposició 125è aniversari de l'edifici de la Biblioteca Museu Víctor Balaguer, Biblioteca Museu Víctor Balaguer, 2009
- Entre Espanya i Filipines: José Rizal, escriptor, Biblioteca Nacional, Madrid, 2011
- Filipiniana, Madrid - Casa Àsia, 2006

Exposicions/Préstecs
- Illes Filipines.Madrid 1887, "Exposición de las Islas Filipinas". Madrid, juny-setembre de 1887

Bibliografia
- ROSICH SALVÓ, Mireia; Comas Güell, Montserrat. Surge et Ambula. 125 anys de la Biblioteca Museu. Primera. Vilanova i la Geltrú: Organisme Autònom de Patrimoni Víctor Balaguer, 2009. 13-978-84-936539-3-4
- ÁLVAREZ TARDÍO, Beatriz. Entre Espanya i Filipines: José Rizal, escriptor. Primera. Biblioteca Nacional, Madrid: Ministerio de Asuntos Exteriores y de Cooperación, 2011. 978-84-83477-148-7, 249, 249

Altres publicacions
- La Ilustración Artística. núm. 147, 20 d'octubre de 1884
- Boletín de la Biblioteca-Museu Balaguer. Any IV, núm. 39, 26 de desembre de 1887, pàg. 2
- La Ilustración Artística. núm. 335, 21 de maig de 1888, pàg. 179
- GUARDIOLA, Joan. "Filipiniana". Casa Asia, 2006, pàg. 83

Observacions
Retrat d'una noia mestissa, asseguda, de tres quarts, lleument tombada a la seva dreta, amb vestuari filipí. Està arreglant-se el cabell, llarg i ondulat, amb les dues mans, mentre sembla estar mirant a un mirall que tindria a la seva dreta, fora de camp. Duu brusa transparent, treballada amb brodats, i una faldilla llarga de franges roses i verdes. Al respatller de la cadira hi ha, penjat un xal.
Butlletí de la BMB, 26 de desembre de 1887, pàg. 2-3. (en castellá) "El cèlebre pintor filipí Sr Luna y Novicio, autor dels famosos llenços Spolarium i La batalla de Lepant, ha lliurat al fundador d'aquest Institut, amb destinació a la nostra pinacoteca, el seu gran quadre La mestissa, preciosa tela que va excitar granment l'admiració dels intel·ligents en el certament de productes filipins recentment celebrats a la cort i que ha estat guardonat pel jurat amb el primer premi destinat a les arts. Serà La Mestissa ric floró-que brillarà en primer terme-de la corona artística del nostre museu.
Primer quadre que dona Luna. La resta d'obres arribarà els anys 90 (93 i 94).
Diploma d'Honor a la Exposición de les Illes Filipines de Madrid, juny-setembre de 1887. Arran d'aquesta donació al museu, s'acorda inscriure el seu nom en la làpida d'honor.
Precisions estat conservació: L'obra va ser robada el 1981 i recuperada el 1983.
El pintor Hermen Anglada Camarasa va fer una reproducció d'aquesta obra
Arxius vinculats
- P:\MuseumPlus\Multimedia\FOTOS BALAGUER\3001-4000\3828.jpg

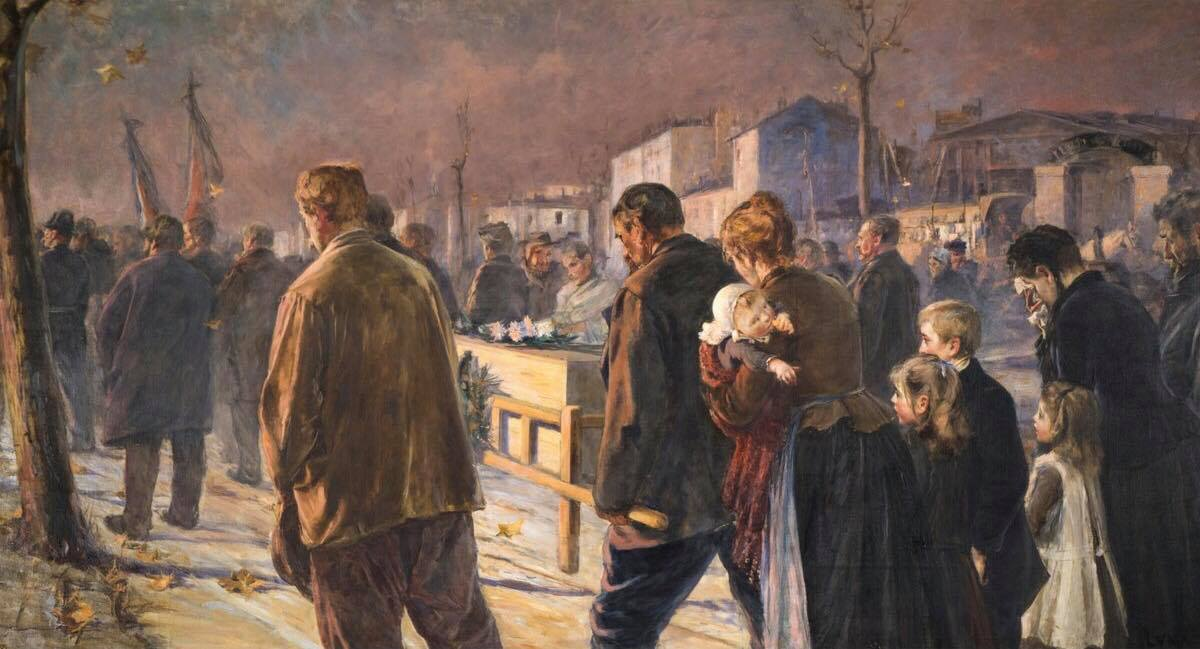
Herois anònims, oli sobre tela, 195 × 258 cm. 1890-1

- P:\MuseumPlus\Multimedia\FOTOS BALAGUER\Documents i fotos vàries\Documentació relacionada amb autor\Luna Novicio, Juan.pdf

## Herois anònims, 1890-1
Inventari general: 260
Inscripcions: signatura: "LUNA", La signatura és a l'angle inferior dret. Procedència: donació l'autor de l'obra. Data d'ingrés: 00/06/1893

Als Actes del Patronat de juny i agost de 1893 VB anuncia la cessió al Museu de tres obres de Juan Luna Novicio.
Observacions: Carrer d'un barri perifèric de París, en el moment en què té lloc la desfilada d'un sepeli. Aquesta és constituïda per una filera desordenada de persones que es dirigeix cap al cementiri. Totes són figures amb expressió de dolor i tristesa. Al centre hi ha la caixa amb flors al damunt. El cel és gris i hi ha un arbre sense fulles.
Butlletí de la BMB, juny 1893, pàg. 144: Les novetats del que arriba (en castellá) "Un quadre de grans dimensions del Sr Juan Luna Novicio, que va ser molt celebrat a l'Exposició de París i que es titula: Els herois desconeguts. Un altre de grans dimensions del mateix autor que es titula L'avantguarda, i representa un carrer de París a la llum de l'alba amb els escombriaires netejant el carrer".
A les Actes del Patronat de juny i agost de 1893 VB anuncia la cessió al Museu de tres obres de Juan Luna Novicio: "Els herois desconeguts", "L'avantguarda" i " Espanya mostrant a les Filipines el sol de la Glòria". Aquesta última intercanviada posteriorment per altres obres, en època de Basora.Carta Oliva 1473 del 30 d'abril de 1894 d'Oliva a Balaguer.
Arxius vinculats:

P:\MuseumPlus\Multimedia\FOTOS BALAGUER\1-1000\260.JPG

P:\MuseumPlus\Multimedia\FOTOS BALAGUER\Documents i fotos vàries\correspondència\Cartes Oliva\1473\Oliva1473a.jpg

P:\MuseumPlus\Multimedia\FOTOS BALAGUER\Documents i fotos vàries\correspondència\Cartes Oliva\1473\Oliva1473b.jpg

## L'avantguarda, 1892
Inventari general: 255.

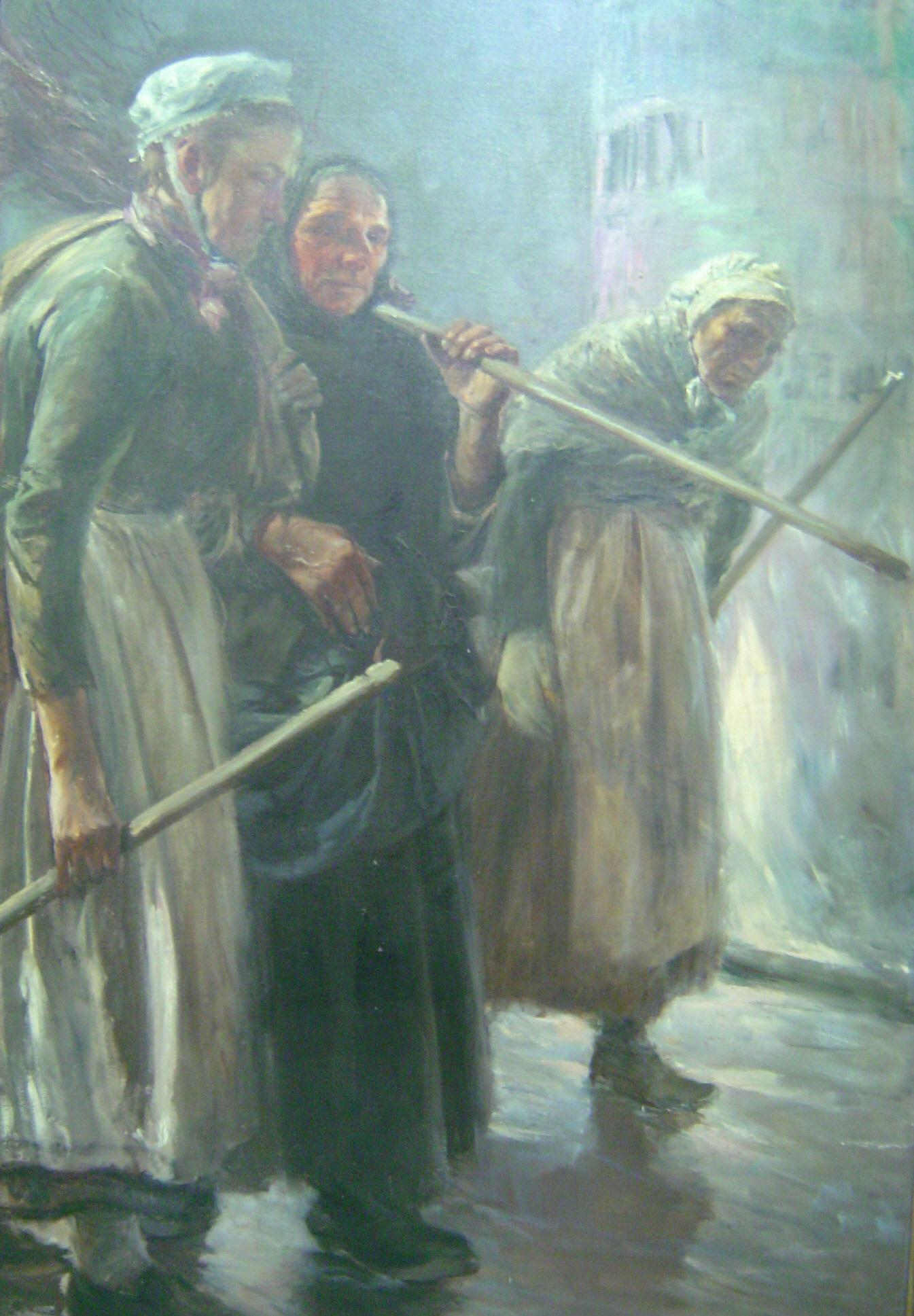
L'AVANTGUARDA, 1892, óleo sobre tela.

Inscripcions: signatura: "LUNA", signatura i data són a l'angle inferior esquerre, data: "1892".
Procedència: donació, l'autor de l'obra. 

Data d'ingrés: 00/06/1893.

Actes del patronat de 1893.
Exposicions:

Exposició 125è aniversari de l'edifici de la Biblioteca Museu Víctor Balaguer, Biblioteca Museu Víctor Balaguer, 2009

Antoni Caba. Mestre de mestres, Museu Balaguer, 2010

Exposicions/Préstecs

Filipiniana, Exposició sobre artistes filipins a l'Espanya del segle xix. Filipiniana. Casa Asia. Madrid. Abril-Octubre 2006
Bibliografia:

GUARDIOLA, Joan. "Filipiniana". Casa Asia, 2006, pàg. 91
Observacions:
En primer terme hi ha tres dones grans amb escombres, amb mocadors al cap i davantals. Es troben en un carrer de París amb les seves escombriaries a la primera llum del dia.
Butlletí de la BMB, juny 1893, pàg. 144: Les novetats del que arriba (en castellá) "Un quadre de grans dimensions del Sr Juan Luna Novicio, que va ser molt celebrat a l'Exposició de París i que es titula: Els herois desconeguts. Un altre de grans dimensions del mateix autor que es titula L'avantguarda, i representa un carrer de París a la llum de l'alba amb els escombriaires netejant el carrer”.
Als Actes del Patronat de juny i agost de 1893 VB anuncia la cessió al Museu de tres obres de Juan Luna Novicio: "Els herois desconeguts", "L'avantguarda" i "Espanya mostrant a les Filipines el sol de la Glòria". Aquesta última intercanviada posteriorment per altres obres, en època de la Basora. Al diccionari enciclopèdic HIspano Americà, 1887, Tomo 11, p1216 figura: (en castellá). En l'exposició del Camp de Mart celebrada el 1892 ha presentat un quadre amb el títol Avant Garde, mereixent ser reproduït en Fígaro Saló (catàleg il·lustrat) i en la Guia Artística Rosenvald Carta Oliva 1473 del 30 d'abril de 1894 d'Oliva a Balaguer.
Arxius vinculats:

P:\MuseumPlus\Multimedia\FOTOS BALAGUER\Documents i fotos vàries\correspondència\Cartes Oliva\1473\Oliva1473a.jpg

P:\MuseumPlus\Multimedia\FOTOS BALAGUER\Documents i fotos vàries\correspondència\Cartes Oliva\1473\Oliva1473b.jpg

P:\MuseumPlus\Multimedia\FOTOS BALAGUER\1-1000\255.JPG

## Figura femenina, 1898
Inventari general: 155. 

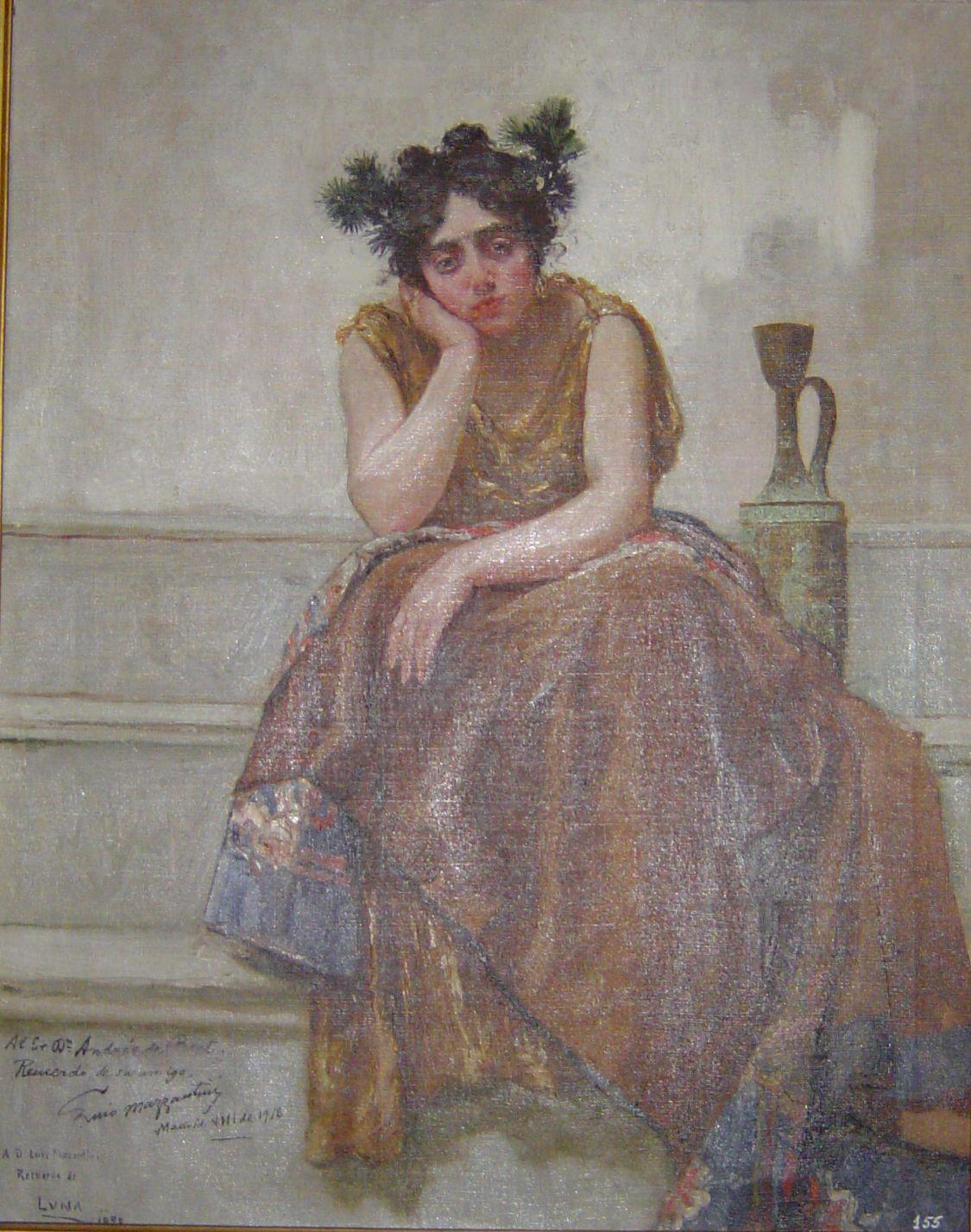
Figura femenina, oli sobre tela 50,5 × 39,5 cm 1898

Inscripcions, signatura: "Luna", signatura, data i dedicatòria són a l'angle inferior esquerre de la pintura.data: "1898". 

Dedicatòria: "Al Sr. Dn Andrés de Boet/recuerdo de su amigo /Enio Mazzantini/Madrid VIII A. D. Luis Mazantini/Recuerdo de/Luna". 

Procedència: donació. L'autor de l'obra. 

Data d'ingrés: 00/00/1898. 

Actes de Junta fons de l'Exposició General de Cuba i Filipines s'incorporen al Museu
Bibliografia:

Juan Guardiola; "Filipiniana".Casa Asia, 2006 pàg. 91
Observacions:
Composició de caràcter al·legòric o mitològic en la qual hi ha representada de cos sencer una noia asseguda frontalment a l'espectador, en actitud de pensar en unes escales. Duu un vestit fosc, llarg i sense mànigues, porta el cabell recollit en forma de dos petits monyos decorat amb dues plomes. Té el braç esquerre estirat sobre la faldilla i recolza el cap sobre la mà dreta. Al seu costat hi ha una àmfora. El fons de la composició és blanc.
Si l'obra està signada el 1898 ja no hi ha butlletins que ho confirmin. Segons les Actes de Junta el 1898 fons de l'Exposició General de Cuba i Filipines s'incorporen al Museu. Deu formar part d'aquest lot. Carta Oliva 1473 del 30 d'abril de 1894 d'Oliva a Balaguer